# Leo Ott
Gerrit Leopoldus Antonius (Leo) Ott (Zutphen, 20 oktober 1898 – Rotterdam, 4 juni 1987) was een Nederlands muzikant, schrijver en journalist.

## Loopbaan
Ott doorliep het Instituut Saint-Louis in Oudenbosch en ging daarna naar het Canisius College in Nijmegen waar hij gymnasium deed. Daarnaast was hij actief als pianist en begeleidde hij stille films in een Nijmeegse bioscoop. Hij verliet het Canisius College voortijdig en ging in Groningen als pianist werken. In 1919 werd hij opgenomen in het orkest van Marcello Lanfredi waarmee hij debuteerde in het Amsterdamse Mille Colonnes. Het gezelschap van Lanfredi werd een vaste bespeler van het Rotterdamse variététheater Pschorr. Ott, die zelf pianolessen gaf,  had in Theater Tuschinski kennisgemaakt met het bioscooporgel en nam lessen bij Jan Hermanus Besselaar en Bernard Drukker. Via Pierre Palla, de vaste organist van Theater Tuschinski, werd Ott in 1924 de vaste organist van het net geopende Grand Theatre aan de Pompenburgsingel dat door Abraham Tuschinski overgenomen was. Dit bleef hij tot 1929. In 1928 wijdde hij in Parijs een groot orgel, gebouwd door A. Standaart Orgelfabriek uit Schiedam, in voor de nieuwe bioscoop Clichy-Palace. Hij leidde ook organisten op voor de Standaart orgels. Daarnaast begeleidde Ott ook het arbeiderszangkoor De Stem des Volks in het Rotterdamse Kranttheater en was een vaste verzorger van avonden van de KPC. In zijn periode als theatermuzikant begeleidde hij onder meer Mistinguett, Lucienne Boyer, Marlene Dietrich en het Don-Kozakkenkoor Serge Jaroff. Hij gaf pianoles aan Leo Fuld en vormde de jazzband Leo Ott and his Noisemakers.
Ott onderkende al snel dat de opkomst van de geluidsfilm, medio jaren 1920 in de Verenigde Staten maar rond 1930 ook in Nederland, het einde betekende van de muzikale begeleiding bij films. Hij bleef actief als muzikant maar zijn hoofdinkomsten verschoven naar de journalistiek en het schrijven van boeken. Hij bracht in 1931 het boek Muzikale Confectie over orkest- en filmmuziekscene. Hij deed alsnog staatsexamen gymnasium en werd journalist bij het Rotterdamsch Nieuwsblad. In 1932 verscheen de roman De Haven, in 1933 Artisten, over het artiestenleven. en in 1934 Mensen onder schijnwerpers over het variétéleven. Hij werd opgenomen in het Boekenweekgeschenk 1934, een bundel over twaalf letterkundigen. Door Monopole-Film werden in 1935 zijn romans De Haven en Mensen onder schijnwerpers (als Mensen in de Arena) verfilmd. Hij verbond zich aan bij de Jongeren Vredes Actie (JVA). In 1937 verscheen zijn roman De gewone man en in 1939 Het Huis "De Engel". Ott schreef ook bijdragen voor de Kroniek van Hedendaagsche Kunst en Kultuur. Hij werd eind 1940 opgenomen in de bundel Rotterdam in de literatuur, met uitingen in de literatuur over Rotterdam samengesteld door P.J.G. Huincks, en in 1941 in Stukgoed, een bundel met bijdragen van acht Rotterdamse auteurs die verbonden waren aan het Rotterdamsch Nieuwsblad.
In 1935 was Ott bij het Rotterdamsch Nieuwblad in vaste dienst gekomen als muziekredacteur. Vanaf 1946 maakte hij deel uit van de hoofdredactie.
In 1947 schreef Ott een bijdrage over Rotterdam tijdens de Tweede Wereldoorlog in de bundel Over onversaagden arbeid, Rotterdam de poort van Europa. Later dat jaar verscheen zijn roman De rivier. In 1946 was Ott verbonden aan de tweewekelijkse periodiek Muziek en in 1948 startte onder zijn hoofdredactie de tweemaandelijkse uitgave Onze lichte muziek. Op Hilversum 1 presenteerde Ott vanaf eind 1948 het muziekprogramma Nieuws van de platenmarkt. Hij schreef toelichtingen bij aquarellen van kunstenaar Dick de Wilde voor de Spaarbankkalender 1951. Ott zat in de jury van de Onze Lichte Muziek-prijs 1952. In 1955 leverde Ott bijdragen over uitgaven over tien jaar wederopbouw van Rotterdam in de bundel Rotterdam samengesteld door Cornelis van Traa en de reportage Rotterdam, een wereldstad voorzien van foto's voor het themanummer Nationale Kracht van Het Kompas. Ott was bestuurslid in het in 1956 opgerichte  Cultuurfonds Buma van het Buma.
Ott schreef ook bijdragen in opdracht. Voor het 50-jarig bestaan in 1956 van de Rotterdamse platenwinkel Willem de Jong stelde Ott de bundel van Horen naar Zien samen en voor het 60-jarig bestaan van postorderbedrijf Ter Meulen schreef hij een gedenkboek. In 1965 was Ott medesamensteller van het boekje Rotterdam, havenstad in de frontlijn, uitgegeven door het bevrijdingscomité 5 mei 1965 en gefinancierd door de gemeente Rotterdam dat werd uitgedeeld aan Rotterdamse scholieren. Voor de viering van 50-jaar de Volksuniversiteit Rotterdam in 1967 schreef Ott het boekje Naar wijder Horizon. In 1969 verscheen van hem Van luchtkastelen tot koopmansburcht voor het 25-jarig bestaan van het Groothandelsgebouw.
Vanaf de jaren 1970 richtte Ott zich op het schrijven van biografieën. In 1971 verscheen Verolme, memoires waarvan in 1980 een tweede deel verscheen. Hij redigeerde 45-jaar met Philips, een autobiografie van Frits Philips. In 1981 verscheen Hendrik Chabot, leven en werk.
In 1981 kreeg hij de Wolfert van Borselenpenning.
Leo Ott overleed in juni 1987 na een kort ziekbed en werd begraven op Begraafplaats Crooswijk. Hij was in 1920 in Groningen gehuwd met Jantje Zwikstra (1900-1952) met wie hij twee kinderen kreeg. In 1955 huwde hij Hendrina Hendrika (Henny) Schaap (1910-1990).
- Biografisch Portaal: 04644282
- Digitale Bibliotheek voor de Nederlandse Letteren: ott_001